# Provincia de Dalence
La provincia de Dalence es una provincia de Bolivia ubicada en el departamento de Oruro. Cuenta con una superficie de 967 km², y una población de 29.497 habitantes (según el Censo INE 2012).
Lleva su nombre en honor al jurista boliviano Pantaleón Dalence.

## Historia
La provincia fue creada por Ley del 26 de noviembre de 1941, durante la presidencia de Enrique Peñaranda, separándose de la Provincia de Cercado.

## Geografía
La provincia se ubica en el oriente del departamento de Oruro, al oeste del país. Limita al norte con el departamento de Cochabamba y la provincia de Cercado, al suroeste con la provincia de Poopó, y al este con el departamento de Potosí.

## Municipios
La provincia está conformada por los municipios de:
- Huanuni
- Machacamarca

## Demografía
De acuerdo con el censo boliviano de 2024, la población de la provincia de Dalence es de 26 124 habitantes.
La población de la provincia ha aumentado sólo ligeramente en las últimas tres décadas:
| Año  | Habitantes | Fuente |
| ---- | ---------- | ------ |
| 1992 | 24 892     | Censo  |
| 2001 | 23 608     | Censo  |
| 2012 | 29 497     | Censo  |
| 2024 | 26 124     | Censo  |

| Gráfica de evolución demográfica de la provincia de Dalence entre 1992 y 2012 |
|                                                                               |
| Fuente: Instituto Nacional de Estadística de Bolivia                          |